# Yevgeny Onegin
Yevgeny Onegin (tiếng Nga: Евгений Онегин; tiếng Anh: Eugene Onegin) là một cuốn tiểu thuyết bằng thơ của đại thi hào A.S.Pushkin, được viết từ 1823 đến 1831. Đây là tác phẩm được đánh giá cao nhất trong sự nghiệp sáng tác của A.S.Pushkin và có nhiều ảnh hưởng tích cực trong sự phát triển của văn học - nghệ thuật Nga ở các giai đoạn sau.

## Lịch sử
Vào năm 1823, ở Kishinov, Pushkin bắt đầu khởi thảo những dòng thơ đầu tiên của Yevgeny Onegin. Cho đến cuối năm 1825 đầu năm 1826 thì kết thúc chương năm và chương sáu, mà lúc đó Pushkin coi là đoạn kết cho phần một của tác phẩm. Cùng năm 1831, Pushkin kết hôn với người đẹp Natalia Goncharova, nàng đã đem lại cho ông cảm hứng sáng tác lớn lao. Ông hoàn tất chương Bức thư của Onegin và cũng là chương kết của công trình vĩ đại mà nhà thơ đã mất tám năm ròng để thực hiện. Bản hoàn chỉnh đầu tiên xuất bản năm 1833, còn bản phổ biến hiện nay xuất bản năm 1837.
Hầu hết toàn bộ tác phẩm cấu thành từ 389 đoạn thơ, mỗi đoạn gồm 14 dòng (tổng cộng là 5446 dòng), làm theo luật thơ iambơ, với cách gieo vần có dạng "AbAbCCddEffEgg". Trong đó, chữ cái viết hoa thể hiện cách đặt vần theo giống cái, còn chữ viết thường là cách đặt vần theo giống đực. Thể thức thơ này còn được gọi là "Khổ thơ Onegin" hoặc "thơ xonê Pushkin". Cách gieo vần đầy sáng tạo, nhịp thơ và chọn từ tự nhiên, cùng cách thể hiện dung dị, tất cả đều minh chứng trình độ xuất chúng của tác giả, qua đó khẳng định Pushkin, không cần phải bàn cãi, là bậc thầy của thơ ca Nga.
Truyện thơ được một người dẫn chuyện có học thức, am hiểu thời đại và thân tình kể lại, mà ở đây người dẫn chuyện chính là phiên bản được ít nhiều tiểu thuyết hóa của nhà thơ Pushkin. Thỉnh thoảng, người dẫn chuyện lạc đề, bàn sang các vấn đề xã hội và giới trí thức. Phong cách dẫn chuyện như vậy cho phép phát triển nhiều nhân vật và đẩy mạnh cốt truyện, mặc cho cốt truyện ở đây khá đơn giản. Độc giả ngưỡng mộ tác phẩm Yevgeny Onegin không chỉ vì nghệ thuật kể chuyện bằng thơ điêu luyện, mà còn vì những đánh giá về cuộc đời, cái chết, tình yêu, phong tục, khát vọng và sự chán chường.

## Nhân vật
- Yevgeny Onegin: Chàng công tử hào hoa đến từ thành Sankt-Petersburg, khoảng độ 26 tuổi. Tính cách kiêu ngạo, ích kỷ và chán đời.
- Vladimir Lensky: Nhà thơ trẻ, khoảng 18 tuổi, rất lãng mạn, ngây thơ và mơ mộng.
- Tatyana Larina: Con gái của một điền chủ, tính cách trầm lặng và nhút nhát.
- Olga Larina: Một cô gái xinh đẹp nhưng nhạt nhẽo, em gái của Tatyana.
- Người dẫn chuyện: Hình ảnh của chính Pushkin được ít nhiều tiểu thuyết hóa.

## Tóm tắt tác phẩm

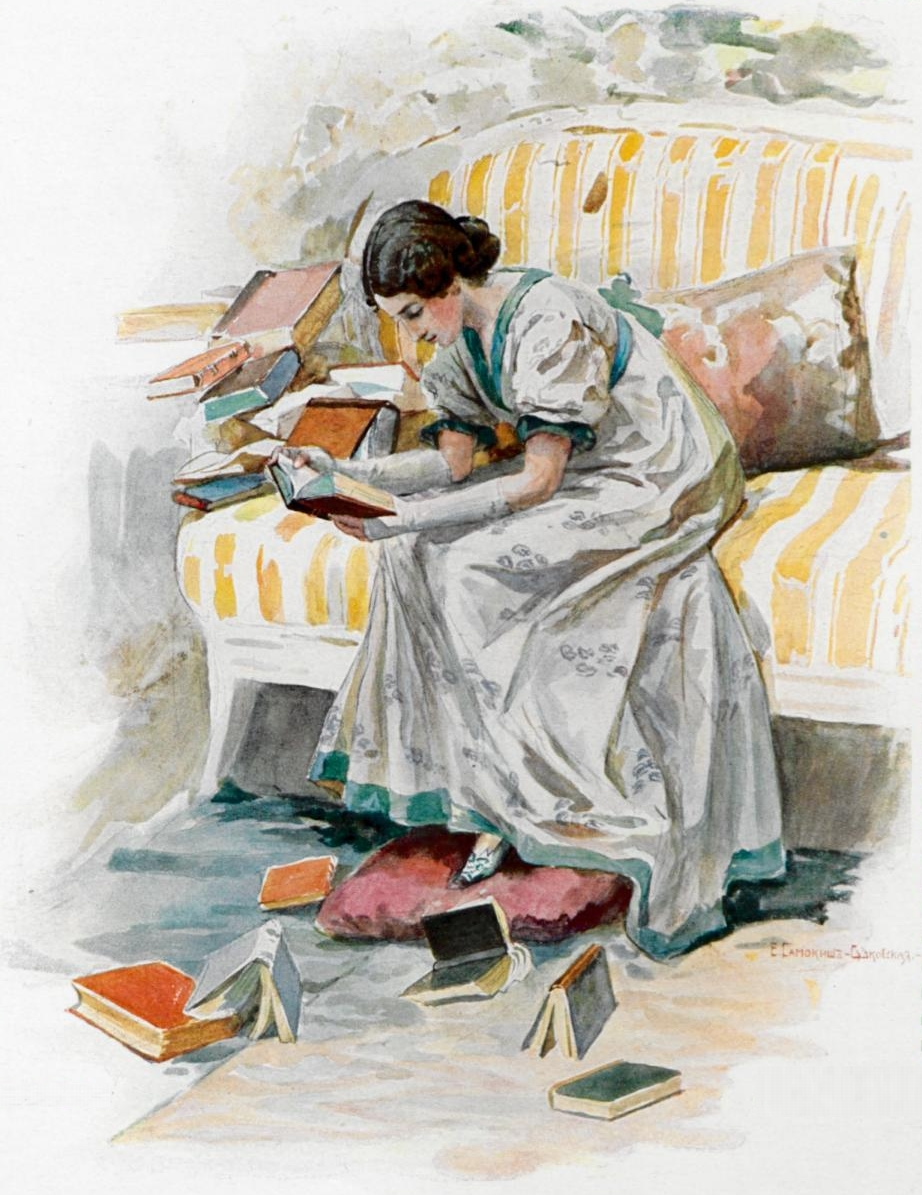
Tatyana (tranh của Ye.P.Samokish-Sudkovskaya)

Chàng công tử hào hoa Yevgeny Onegin, con độc nhất của một nhà quý tộc quyền uy, chẳng hề tỏ ra mừng rỡ khi biết tin chàng được thừa kế một dã thự từ người bác. Đơn giản là vì khối gia sản khổng lồ mà cha mẹ để lại đủ để chàng sống sung túc vài trăm năm. Chán ngấy cuộc sống nhàn rỗi vô vị, Onegin quyết định về thăm ngôi biệt thự để thay đổi không khí. Tại đây Onegin làm quen với Vladimir Lensky, một nhà thơ nửa mùa.
Một lần, Lensky đưa Onegin tới ăn tối với gia đình vị hôn thê của mình - Olga Larina. Cô chị gái Tatyana của Olga, một thiếu nữ mơ mộng chỉ ham đọc sách, phải lòng Onegin ngay từ cái nhìn đầu tiên. Tối hôm ấy, nàng viết thư cho Onegin để bày tỏ nỗi lòng. Khi làm cái việc táo bạo ấy, Tatyana đã noi gương một nhân vật mà nàng rất ngưỡng mộ trong một cuốn tiểu thuyết diễm tình Pháp. Tuy nhiên, Onegin không viết thư trả lời thiếu nữ ngây thơ. Trong lần gặp gỡ tiếp theo, chàng từ chối tình cảm của nàng bằng những lời lẽ khéo léo và khiêm nhường. Trong mắt anh chàng quen ăn chơi phóng túng, Tatyana chỉ là cô gái quê mùa nên không thể sánh được với chàng.
Chẳng hiểu do vô tình hay cố ý mà Lensky mời Onegin tới dự lễ sinh nhật của Tatyana. Để lấy lòng Olga, Lensky trang hoàng căn phòng rất lộng lẫy song hơi lòe loẹt. Onegin cảm thấy như lạc vào thế giới phồn hoa mà chàng đang lẩn tránh. Tự dưng chàng thấy ghét kiểu phô trương của Lensky. Để xua tan cảm giác ấy, Onegin quyết định chọc tức Lensky bằng cách cười đùa thân mật rồi khiêu vũ với Olga. Vốn là người không tinh tế và hay tự ái, Lensky rời khỏi bàn tiệc trong cơn thịnh nộ. Sáng hôm sau, anh thách Onegin đấu súng, bất chấp sự can ngăn của mọi người. Trong buổi quyết đấu Onegin bắn chết Lensky rồi bỏ đi luôn.
Đau khổ trước sự biến mất của Onegin, Tatyana tới biệt thự của chàng trước khi lên đường tới Moskva. Một thời gian sau, nàng bước vào thế giới của tầng lớp thượng lưu. Trong môi trường mới Tatyana thay đổi rất nhanh theo hướng tích cực, từ học vấn, phong cách cho tới nhân sinh quan. Sau bao biến cố, Onegin cũng trở nên chín chắn hơn, không còn kiêu căng và phù phiếm như 

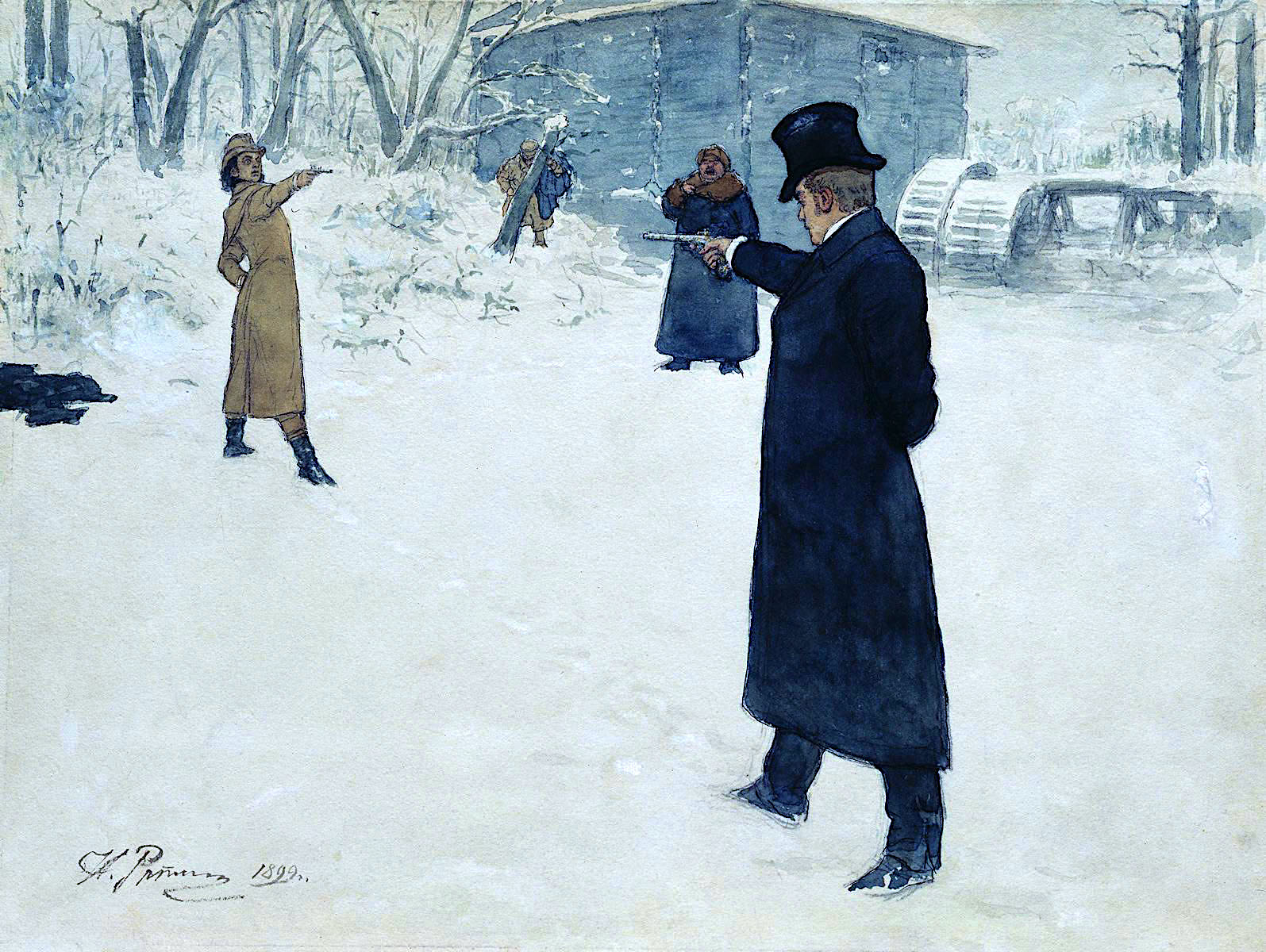
Cuộc đấu súng giữa Onegin và Lensky (tranh của Ilya Repin - 1899)

trước. Tatyana trưởng thành nhanh đến nỗi trong một lần nhìn thấy nàng ở kinh đô Sankt-Peterburg, Onegin không hề nhận ra người quen cũ. Khi nhận ra, chàng ngây ngất trước vẻ đẹp mặn mà và trí tuệ mẫn tiệp của nàng. Onegin tìm cách lôi kéo sự chú ý của Tatyana, bất chấp thực tế là nàng đã lấy chồng.
Chàng công tử viết nhiều lá thư gửi cho nàng, song nàng chẳng hồi âm. Tỏ ra phớt lờ tình cảm của Onegin, nhưng thực ra Tatyana rất khổ sở vì những mâu thuẫn nội tâm. Nàng vẫn còn yêu Onegin, nhưng cũng không muốn phản bội chồng, dù là trong ý nghĩ. Với kỳ vọng ra đòn quyết định, Onegin xin gặp Tatyana lần cuối và thỉnh cầu nàng trốn đi theo chàng. Tatyana nhớ lại ngày xưa, cái thuở đáng lẽ ra họ đã hạnh phúc bên nhau, nhưng bây giờ thì quá muộn rồi. Onegin một lần nữa nhắc lại tình cảm sâu sắc của mình dành cho Tatyana. Sau giây phút lúng túng, Tatyana thừa nhận rằng nàng vẫn còn yêu Onegin, song nàng không cho phép chàng phá hại cuộc sống và sự chung thủy mà nàng dành cho chồng. Sau đó, Tatyana bỏ đi, để lại mình Onegin dằn vặt, đau khổ.

## Bản dịch

### Tiếng Anh
Bản dịch năm 1963 của Walter W. Arndt (ISBN 0-87501-106-3) lưu giữ được cách gieo vần nghiêm ngặt của khổ thơ Onegin. Tác phẩm này đã giành được Giải thưởng Bollingen dành cho lĩnh vực dịch thuật. Hiện đây vẫn được xem là một trong những bản dịch thành công nhất.
Nhà văn nổi tiếng Vladimir Nabokov phê bình kịch liệt bản dịch của Arndt, cũng như nhiều bản dịch khác, vì đã hy sinh độ chính xác về từ ngữ để giữ được nhịp thơ và cách gieo vần. Năm 1964, ông xuất bản một bản dịch riêng, bao gồm bốn tập. Bản dịch của Nabokov được đánh giá là cực kỳ tỉ mỉ, chính xác về ngữ pháp, ý nghĩa và phân nhịp, tuy nhiên từ ngữ quá phức tạp, đến nỗi một người sử dụng tiếng Anh thuần thục thi thoảng cũng phải tra cứu từ điển để hiểu rõ từ ngữ Nabokov dùng.
Đến nay đã có hàng chục bản dịch tác phẩm Yevgeny Onegin sang Anh ngữ.

### Tiếng Việt
Ở Việt Nam, mới chỉ có bản dịch Yevgeny Onegin của nhà thơ Thái Bá Tân, ra đời vào cuối những năm bảy mươi thế kỷ 20.
Ban đầu, bản dịch này được trường Đại học Sư phạm Ngoại ngữ, là nơi dịch giả công tác, in rô-nê-ô, sau in ty-pô thành sách tham khảo cho sinh viên khoa Nga của trường và cả khoa văn Đại học Tổng hợp. Sau đó mấy năm, dịch phẩm trên được nhà xuất bản Trung học và Đại học chuyên nghiệp in lại.
Dịch giả Thái Bá Tân tự nhận xét: " [...] khi dịch Epghênhi Ônhêgin tôi cố hết sức chuyển đạt hồn thơ, vần điệu, tiết tấu và đặc biệt giữ đúng nguyên bản khổ thơ Ônhêgin do Puskin sáng tạo."

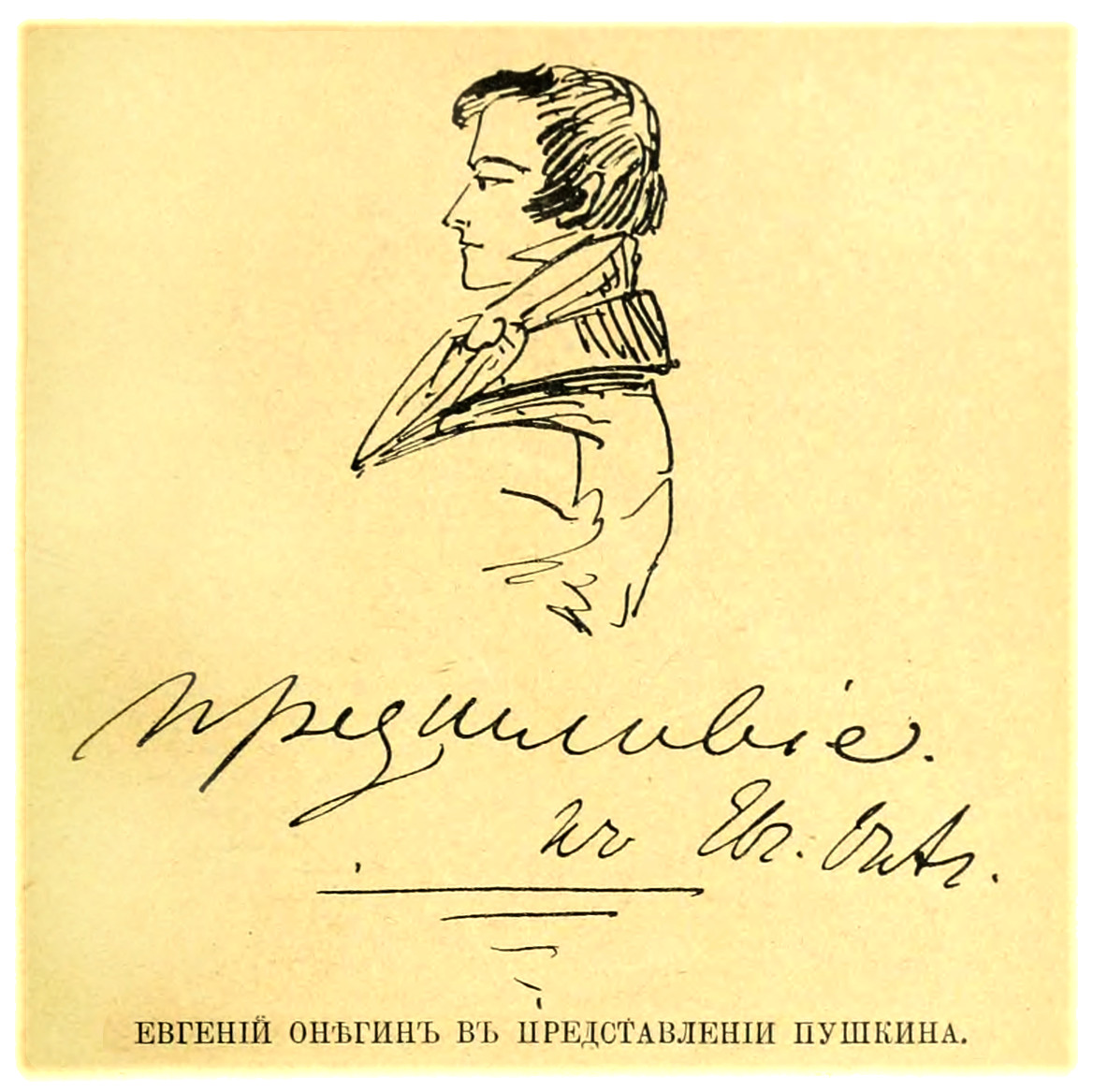
Yevgeny Onegin (ký họa của A.S.Pushkin)
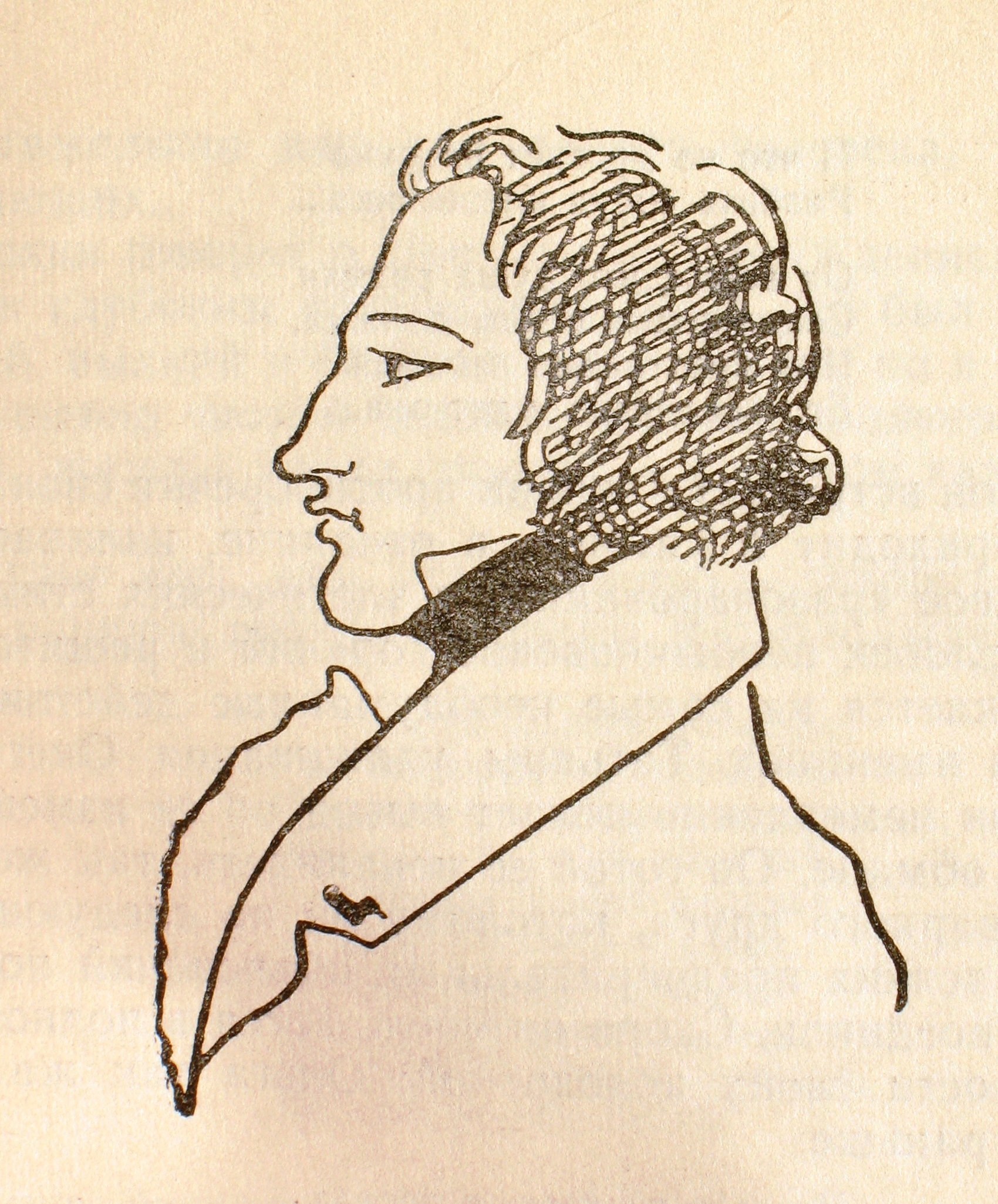
Vladimir Lensky (ký họa của A.S.Pushkin)
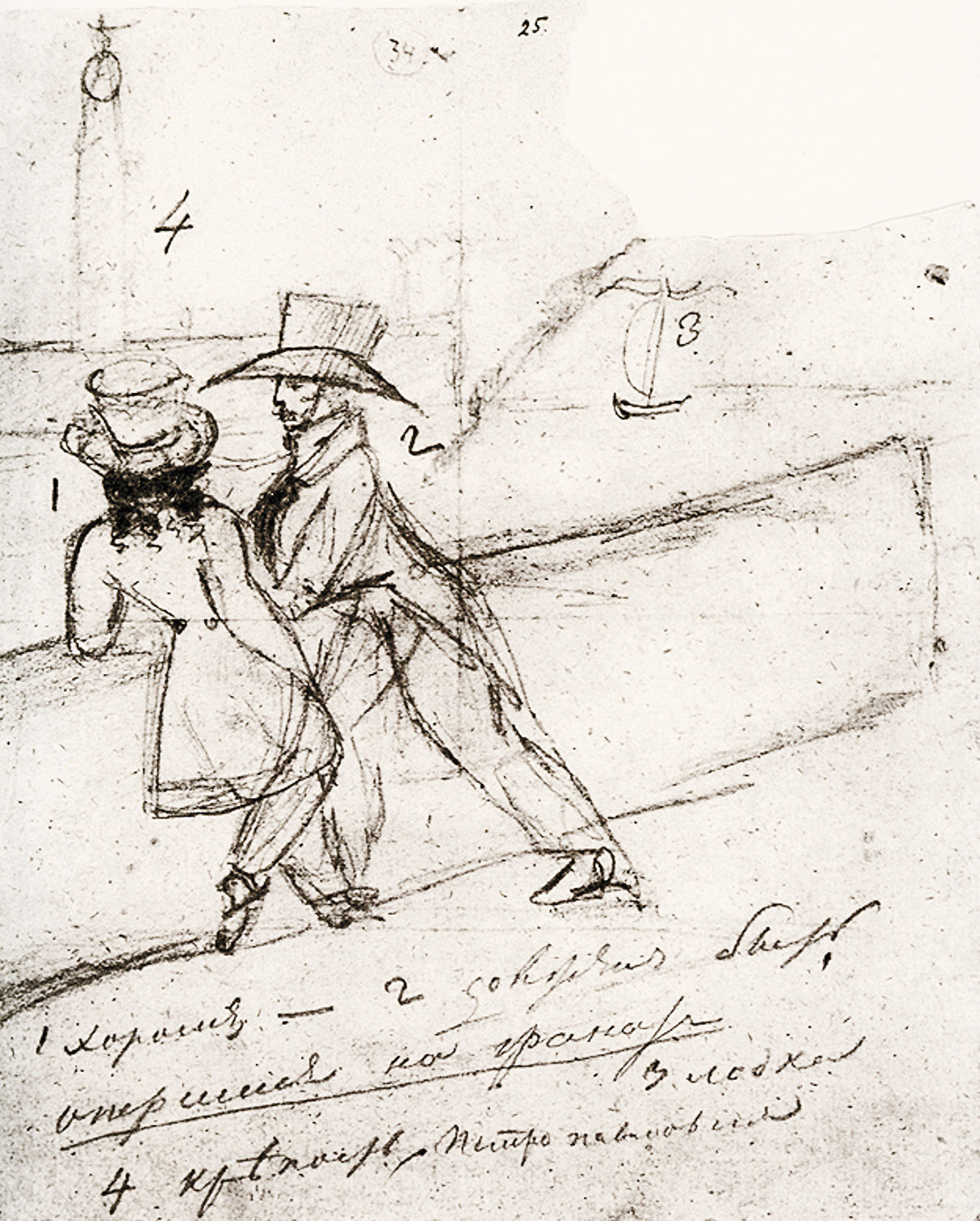
Cuộc gặp gỡ tưởng tượng giữa tác giả và Yevgeny Onegin bên sông Neva (ký họa của A.S.Pushkin)

## Đánh giá

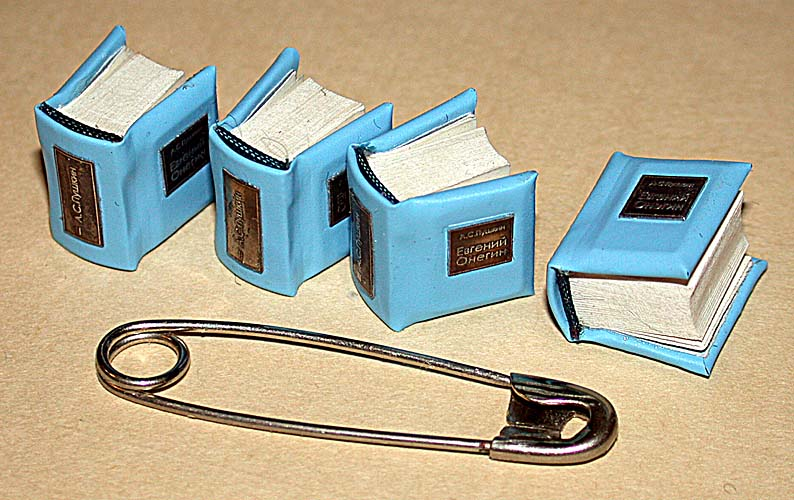
Yevgeny Onegin (8x9mm)

## Chuyển thể

### Sân khấu
- П. И. Чайковский — Опера «Евгений Онегин»[3], (1878)
- Р. К. Щедрин — Строфы «Евгения Онегина», для хора акапелла по роману в стихах А. Пушкина, (1981)

### Điện ảnh
- Yevgeny Onegin (1911). Ч/б, немой. В роли Онегина — Пётр Чардынин.
- Yevgeny Onegin (1958). Экранизация оперы. В роли Онегина — Вадим Медведев, вокальную партию исполняет Евгений Кибкало. В роли Татьяны — Ариадна Шенгелая, озвучивает Галина Вишневская. В роли Ольги — Светлана Немоляева.
- Onegin (1999). В роли Евгения Онегина — Рэйф Файнс, Татьяна Ларина — Лив Тайлер, Владимир Ленский — Тоби Стивенс.
- Yevgeny Onegin (2007). В роли Евгения Онегина — Питер Маттеи.
- Yevgeny Onegin. Giữa quá khứ và tương lai - phim tài liệu (2009), 52 phút, đạo diễn Nikita Tikhonov.